# C'est Gugusse avec son violon
Ne doit pas être confondu avec Gugusse ou GusGus.
C'est Gugusse avec son violon est une comptine française, d'origine inconnue. Destinée aux enfants de maternelle, elle se chante en groupe et en faisant la ronde.

## Paroles
C'est Gugusse avec son violon

Qui fait danser les filles

Qui fait danser les filles

C'est Gugusse avec son violon

Qui fait danser les filles

Et les garçons

Mon papa ne veut pas

Que je danse, que je danse

Mon papa ne veut pas

Que je danse la polka

Il dira ce qu'il voudra

Moi je danse, moi je danse

Il dira ce qu'il voudra

Moi je danse la polka

## Sources
- Sur un blog de chansons enfantines
- Partition en pdf
- Partition
- Le jeu en lien avec la comptine